# Сквозная атака
Сквозная атака — один из учебно-тренировочных методов, практиковавшийся в русской армии в XVIII—XIX веках. Был создан фельдмаршалом Суворовым для обучения пехоты наступательным действиям и для приобретения солдатами физических и психологических навыков, необходимых во время реального боевого столкновения. Убеждённым сторонником использования сквозной атаки был российский генерал М. И. Драгомиров.
Некоторые элементы боевой подготовки, основанные на сквозной атаке сохранились и по настоящее время.

## Суть обучения
Обучаемые солдаты разделялись на две равные группы, одна из сторон отрабатывала наступательные действия, вторая — оборонительные. Обе группы выстраивались друг против друга на расстоянии 80 саженей (что примерно соответствует 170 метрам); построение каждой из них состояло из двух линий. Затем передовая линия атакующей стороны начинала сближение, ведя огонь холостыми боеприпасами из стрелкового вооружения и артиллерии. Продвижение совершалось «скорым шагом в аршин или даже полтора». С подходом передовой линии к оборонительным порядкам «противника» на дистанцию 30 метров вторая линия тоже начинала движение вперёд. При сближении войск на дистанцию рукопашной схватки солдаты приступали к отработке приёмов штыкового боя и заканчивали упражнение проходя сквозь строй обороняющейся стороны.
Тренировки по методу сквозной атаки позволяли привить личному составу навыки правильной оценки расстояния до боевых порядков противника, умение быстро и организованно наступать, использовать преимущества штыковой атаки в ближнем бою, а также — быстро восстанавливать целостность боевого строя после неразберихи в рукопашной схватке.